# Rétfalu-Siklósd megállóhely
Rétfalu-Siklósd megállóhely (németül: Haltstelle Wiesen-Sigleß) egy burgenlandi vasúti megállóhely Rétfalu és Siklósd között a Nagymarton területén, melyet az ÖBB üzemeltet.

## Vasútvonalak
A megállóhelyet az alábbi vasútvonalak érintik:
- Sopron–Bécsújhely-vasútvonal

## Kapcsolódó állomások
A megállóhelyez az alábbi állomások vannak a legközelebb:
- Bahnhof Mattersburg Nord
- Savanyúkút vasútállomás

## Forgalom
| Járat                       | Útvonal | Gyakoriság |
| --------------------------- | --- | ---------- |
| személyvonat (Regional/R93) | Wiener Neustadt Hauptbahnhof (Bécsújhely) – Katzelsdorf – Neudörfl (Lajtaszentmiklós) – Bad Sauerbrunn (Savanyúkút) – Wiesen-Sigleß (Rétfalu Siklósd) – Mattersburg Nord (Nagymarton-Északi) – Mattersburg (Nagymarton) – Marz-Rohrbach (Márcfalva-Fraknónádasd) – Loipersbach-Schattendorf (Lépesfalva-Somfalva) – Sopron | Óránként   |